# Заречный (Первомайский район)
Заречный — посёлок в Первомайском районе Томской области России. Входит в состав Сергеевского сельского поселения. Население 0 чел. (2021) .

## География
Находится на востоке региона, у реки Ежи.

## История
Согласно Закону Томской области от 10 сентября 2004 года № 204-ОЗ селение вошло в состав Сергеевского сельского поселения.

## Население
| 2002 | 2010 | 2012 | 2013 | 2014 | 2015 | 2021 |
| ---- | ---- | ---- | ---- | ---- | ---- | ---- |
| 26   | ↘4   | →4   | →4   | →4   | ↗25  | ↘0   |

## Инфраструктура
Личное подсобное хозяйство.

## Транспорт
Просёлочные дороги.